# 桔梗信玄餅

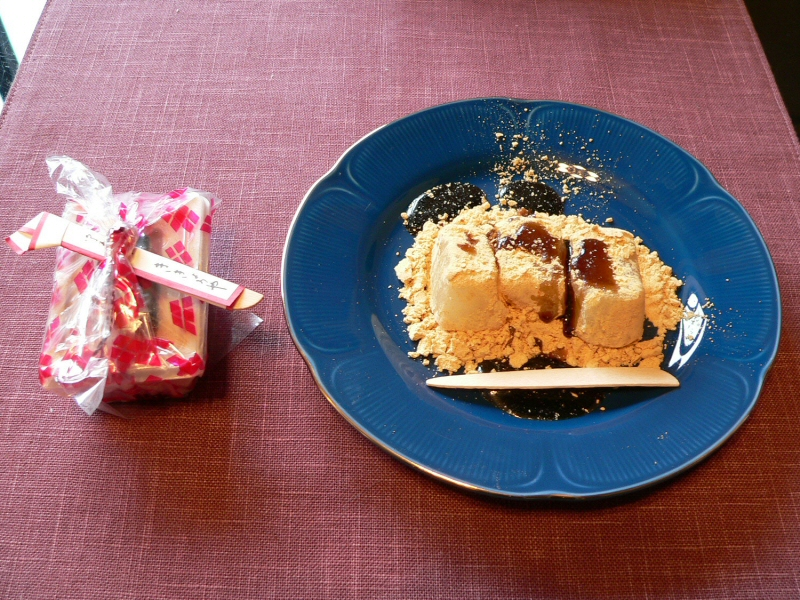
桔梗信玄餅。右は開封してきな粉と黒蜜を施した状態。

桔梗信玄餅（ききょうしんげんもち）は、山梨県笛吹市の菓子メーカー・株式会社桔梗屋が製造・販売する土産菓子である。
1968年（昭和43年）から販売している。ビニールで包装された2個パックから20個化粧箱入りまで数種類用意されているが、6個入りおよび8個入りは布袋（巾着）に入っている。製品はきな粉と求肥3切れが入った発泡ポリスチレン製の器と黒蜜の入った容器が風呂敷を模したポリフィルムで一つ一つ手作業で包まれており、黒蜜をかけて食す。

## 名称の由来と起源
名称の「信玄」は戦国期の甲斐国主で、山梨県の象徴的人物と位置付けられている武田信玄に因んでいる。当地の盆時期に仏前へ安倍川もちを供える習慣から発想し、黒蜜独特な舌触りと餅から作られた。

## 受賞歴
和菓子のオリンピックとも呼ばれる全国菓子大博覧会第19回博覧会で名誉総裁・高松宮宣仁親王から名誉総裁高松宮賞を下される。第13回から名誉総裁は高松宮宣仁親王夫妻が歴任していたが、桔梗信玄餅が受賞した第19回は秩父宮妃勢津子もこの時だけ名を列し皇族3名が名誉総裁であった。
国土交通省主催ビジット・ジャパン・キャンペーン（VJC）「VJC魅力ある日本のおみやげコンテスト2005」で、外国人に日本を強く意識させるものとして和菓子部門で銀賞に選出されて成田空港第一旅客ターミナル中央ビル4F「日本土産専門ショップ桜」店内でおみやげ日本代表として販売され、1970年第5回新作観光土産品コンクール（現・やまなし観光土産品コンクール）で日本商工会議所会頭賞を受賞している。

## 「桔梗信玄餅」と「信玄餅」との違い

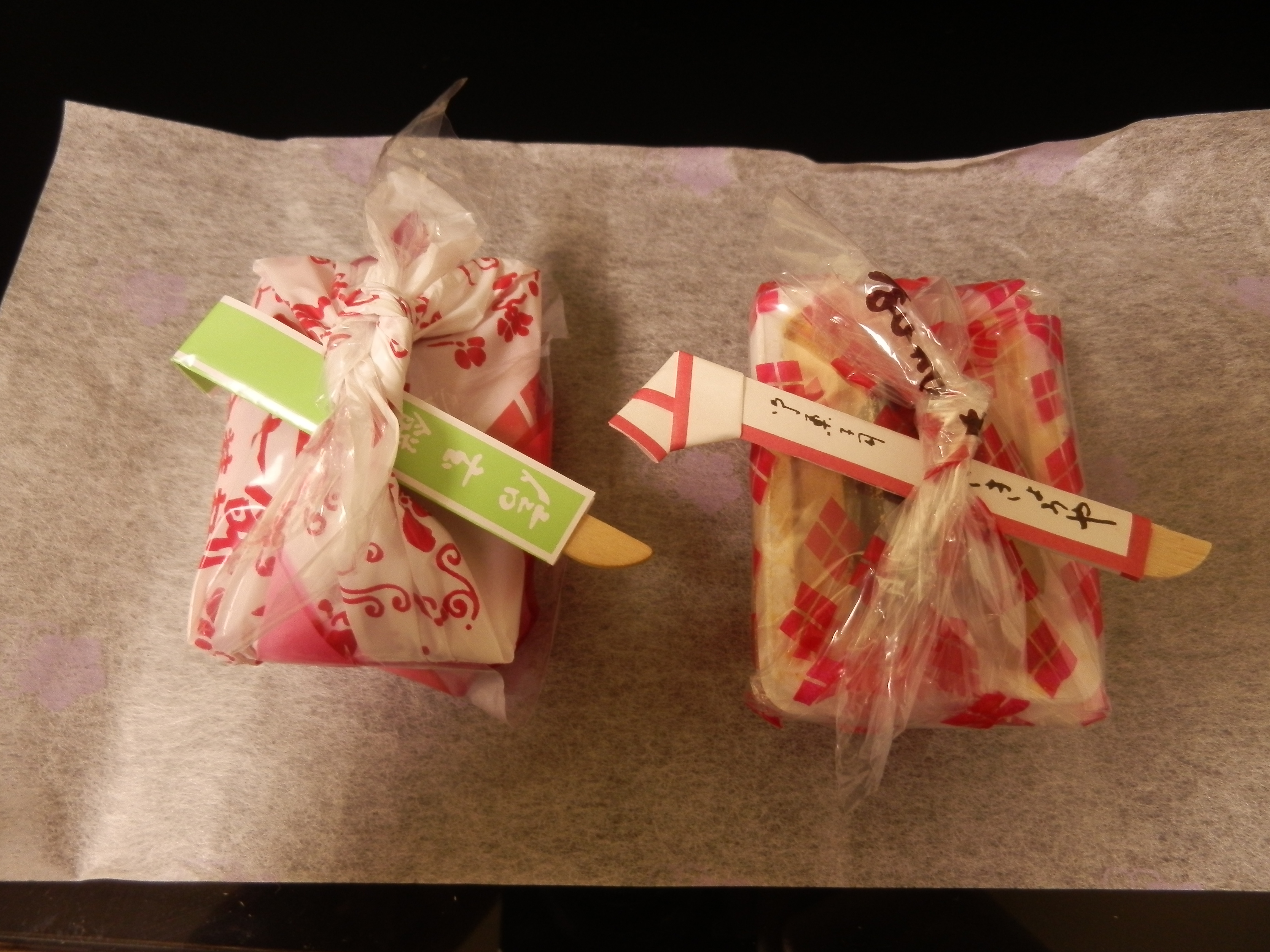
画像左が信玄餅、右は桔梗信玄餅。デザインや中身は酷似している。

笛吹市の桔梗屋が製造・販売する「桔梗信玄餅」のほか、北杜市の金精軒が製造・販売する「信玄餅」も存在する。桔梗屋の「信玄餅」は1968年（昭和43年）、金精軒の「信玄餅」は1972年（昭和47年）に発売された。
桔梗屋の「桔梗信玄餅」は1970年（昭和45年）に「第5回新作観光土産品コンクール」（現・やまなし観光土産品コンクール）へ出品され、翌1971年（昭和46年）4月1日付山梨日日新聞への広告するも、桔梗屋の商品名「信玄餅」は金精軒の「信玄最中（）」（信玄餅とは別商品の最中）と同一の商標区分上で類似しており、「桔梗」を追加して「桔梗信玄餅」へ名称変更して争いを回避している。後に金精軒は「信玄餅」を商標出願して商標番号1015994号で登録され「信玄餅」を発売している。
最初に信玄餅を売り出したのは桔梗屋であるが、現在「桔梗」が付かない「信玄餅」という商標を取得して売っているのは金精軒である。
双方独自のオンラインショップを設けて販売しているほか、甲府駅では改札外土産コーナーで桔梗信玄餅を、改札内のNewDaysで信玄餅を扱っている。また、山梨県観光協会が東京駅八重洲口付近に出店しているアンテナショップ「富士の国やまなし館」など両者併売店舗では、桔梗屋か金精軒か確認される場合がある。
桔梗屋は他にも「信玄」を冠する商品を発売しているが、「桔梗信玄餅」派生商品は「桔梗信玄」と「桔梗」を冠し、「桔梗信玄餅」に関連しない独自商品（「信玄桃」など）は「桔梗」の文字を省略している。

## ギャラリー

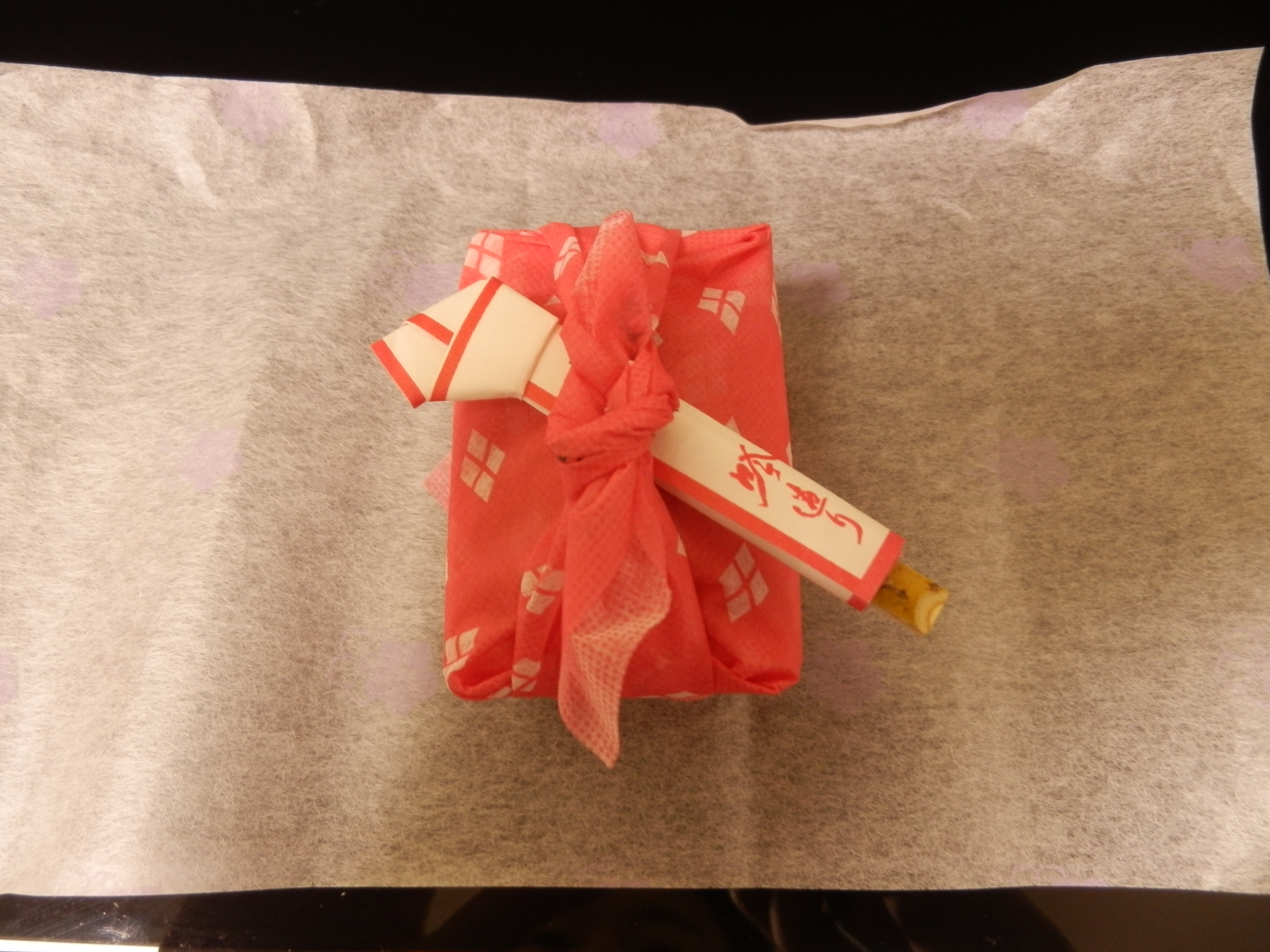
桔梗信玄餅吟造り。
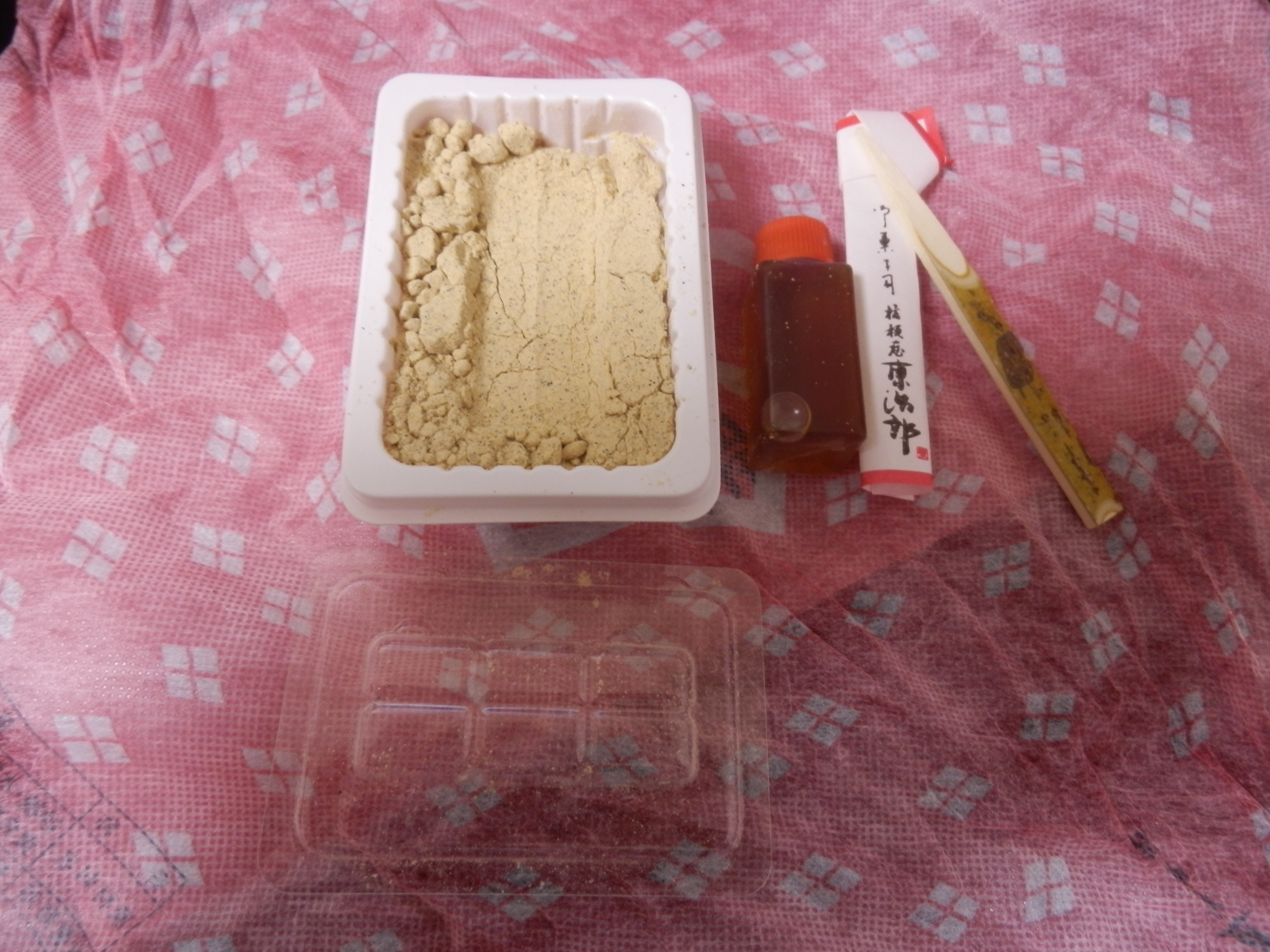
桔梗信玄餅吟造りの中身。串の厚さと蜜色の薄さが分かる。

## 桔梗信玄餅関連商品

### 派生商品
桔梗信玄餅をベースにした以下の商品を販売している。一部商品は桔梗屋のショップでは販売しておらず、コンビニや外部のオンラインショップで販売している。
- 桔梗信玄餅 極：中身の餅・きな粉・黒蜜はそのままに、容器を食べられる最中（）に変更している[5]。1968年に社長宛に送られたファンレターによる要望を実現した商品[5]。2021年12月発売。
- 桔梗信玄プリン：きな粉風味のプリンに蜜をかけて食す商品で、容器や食べ方は桔梗信玄餅とほぼ同じだが、串の代わりにプラスチックスプーンが添付されている。
- プリンどら焼き：上述の桔梗信玄プリンをどら焼きで挟んだ商品。
- 桔梗信玄餅アイス：一般的なカップ型アイスに、きな粉風味アイスと中心部に蜜が入っている。
- 桔梗信玄ゼリー：蜜を含めたゼリーにきな粉をまぶして食す商品で、きな粉をまぶして蜜をかける桔梗信玄餅と逆発想である。
- 桔梗信玄生ロール：きな粉風味クリームに餅を入れ、内側に蜜を染み込ませた生地で包んだ商品である。
- 桔梗信玄棒：蜜を染み込ませた棒状の生地にきな粉をまぶした商品である。
- 桔梗信玄飴：蜜を中に入れた飴にきな粉をまぶした飴で、棒状になっていることから桔梗信玄棒と酷似している。
- 桔梗信玄クレープ：アイスと餅と蜜をクレープで巻いたもの。
- 桔梗信玄キャラメル：キャラメルと黒蜜ときな粉を一緒に練って固めたもの。
- 桔梗信玄ソフト：コーンの上にきなこ風味のアイスと餅を乗せ、その上から蜜をかけたもの。
- 夜の桔梗信玄餅 黒蜜ときな粉のリキュール 桔梗信玄黒蜜きな粉：桔梗信玄餅の黒蜜ときな粉を原料に使用したリキュール。アルコール度数20%[6]。

### 他社製品および作品とのコラボ商品
- カントリーマアム桔梗信玄餅：不二家とタイアップし、きなこ風味のカントリーマアムに餅と黒蜜が入っている。
- チロルチョコ桔梗信玄餅：セブンイレブン限定発売。
- ガリガリ君「黒みつきなこもち」：赤城乳業とタイアップし、コンビニで販売されている。
- アイスバー桔梗信玄餅：赤城乳業とタイアップし、コンビニで販売されている。
- 桔梗信玄・生かすてぃら：モンテールとタイアップし、桔梗信玄餅をモンテールのカステラで挟んだ商品。
- 富士急限定桔梗信玄餅：富士急のロゴをあしらった布袋に入った桔梗信玄餅。富士急ハイランド限定販売[7]。
- 「鬼滅の刃」桔梗信玄餅：2020年12月より『鬼滅の刃』のキャラクター（竈門炭治郎、竈門禰󠄀豆子、我妻善逸、嘴平伊之助、冨岡義勇、胡蝶しのぶ、煉󠄁獄杏寿郎の全7種）をデザインした袋と不織布のショッパーがついた6個入りの桔梗信玄餅を直営店やNewDaysで販売[8]。
- 「ゆるキャン△」桔梗信玄餅：アニメ｢ゆるキャン△」のキャラクターをデザインした、全5種の袋に入った6個入りの桔梗信玄餅（中身は通常品と同じ）[9]。

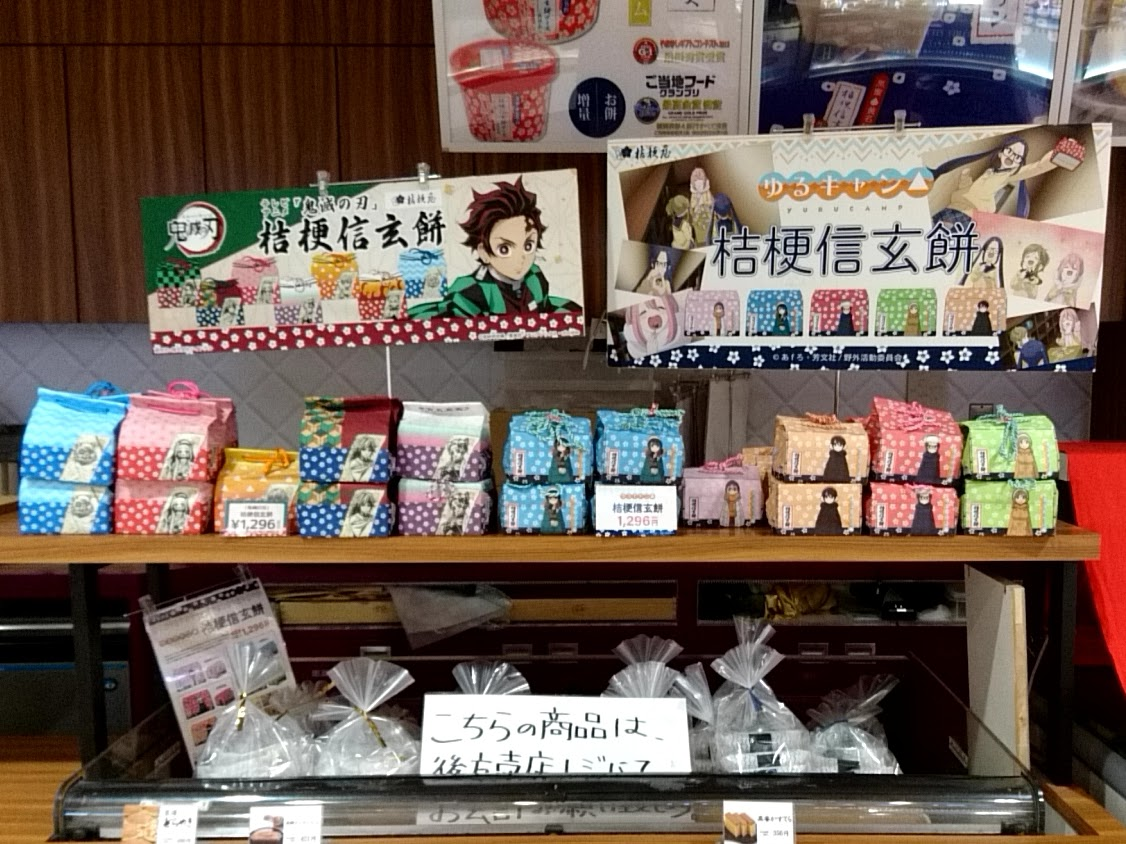
「鬼滅の刃」桔梗信玄餅と「ゆるキャン△」桔梗信玄餅（2023年4月）

## その他
- 「桔梗信玄餅」「信玄餅」以外にも山梨県外では「容器が風呂敷に包まれ、きな粉をまぶした餅に蜜をかけて食べる」商品がいくつも存在する。
  - 新潟県上越市には上杉謙信にちなんだ、かなざわ総本舗の「出陣餅」という類似の菓子がある。発売時期も桔梗信玄餅とほぼ同じ時期であり、どちらが先に発売したかは明確ではない。
  - 福岡県福岡市博多区にも黒田如水にちなんだ如水庵の「筑紫もち」という類似の菓子がある。こちらの発売は桔梗信玄餅より遅い。
  - その他、福島県会津地方の太郎庵が発売している「すっちょいさ」や鳥取県の宝製菓が発売している「大風呂敷」、栃木県那須塩原市の愛月堂が発売している「五峰餅」など類似の菓子が各地にある。
- 賞味期限は短いが品質にこだわった「桔梗信玄餅吟造り」という上級品も販売されている。
- 2010年（平成22年）元日には創業120周年を記念して「桔梗信玄餅慶び」が限定販売された。
- 本社工場では桔梗信玄餅などのお菓子詰め放題、工場見学、包装体験などができる。
- 桔梗屋公式ウェブサイト上で「桔梗信玄餅の召し上がり方」として、食べ方をいくつか紹介している[10]。また、『ゆるキャン△』アニメ第2話でも桔梗信玄餅の食べ方を紹介している[11]。